# Connector RCA
El connector RCA és un tipus de connector elèctric comú en el mercat audiovisual. El nom RCA deriva de la Radio Corporation of America, que va introduir el disseny en la dècada de 1940, encara que finalment els drets van ser adquirits per Labinal que els va comprar a TRW el 1987. En moltes àrees ha substituït al connector típic d'àudio (jack), molt popular des que va ser incorporat en els reproductors de casset en els anys 1970.
Avui dia es pot trobar en la majoria de televisors i en altres equips, com gravadors de vídeo o DVD. El connector mascle té un terminal en el centre (+), envoltat d'un petit anell metàl·lic (-) (de vegades amb entallats), que sobresurt. El connector femella té com a terminal central un forat cobert per un altre cercle exterior de metall, que entra ben just dins l'anell exterior del mascle per assegurar que aquest queda ben subjectat. Ambdós connectors (mascle i femella) tenen una part separadora de plàstic, que fa d'aïllant elèctric, i el color assenyala a quin ús va destinat. Generalment els cables tenen terminals mascle i els aparells, femella.
Un problema del sistema RCA és que per cada senyal és menester el seu propi cable i la dificultat del seu muntatge, de manera que venen preconstruits. Altres tipus de connectors són combinats, com el connector DIN, o l'euroconnector (SCART), emprat exclusivament a Europa. El senyal dels RCA no és balancejat pel que correspon generalment a -10dBV. Això fa que no s'utilitzin professionalment. El seu nom tècnic en anglès és CINCH.

## Codificació de colors dels connectors

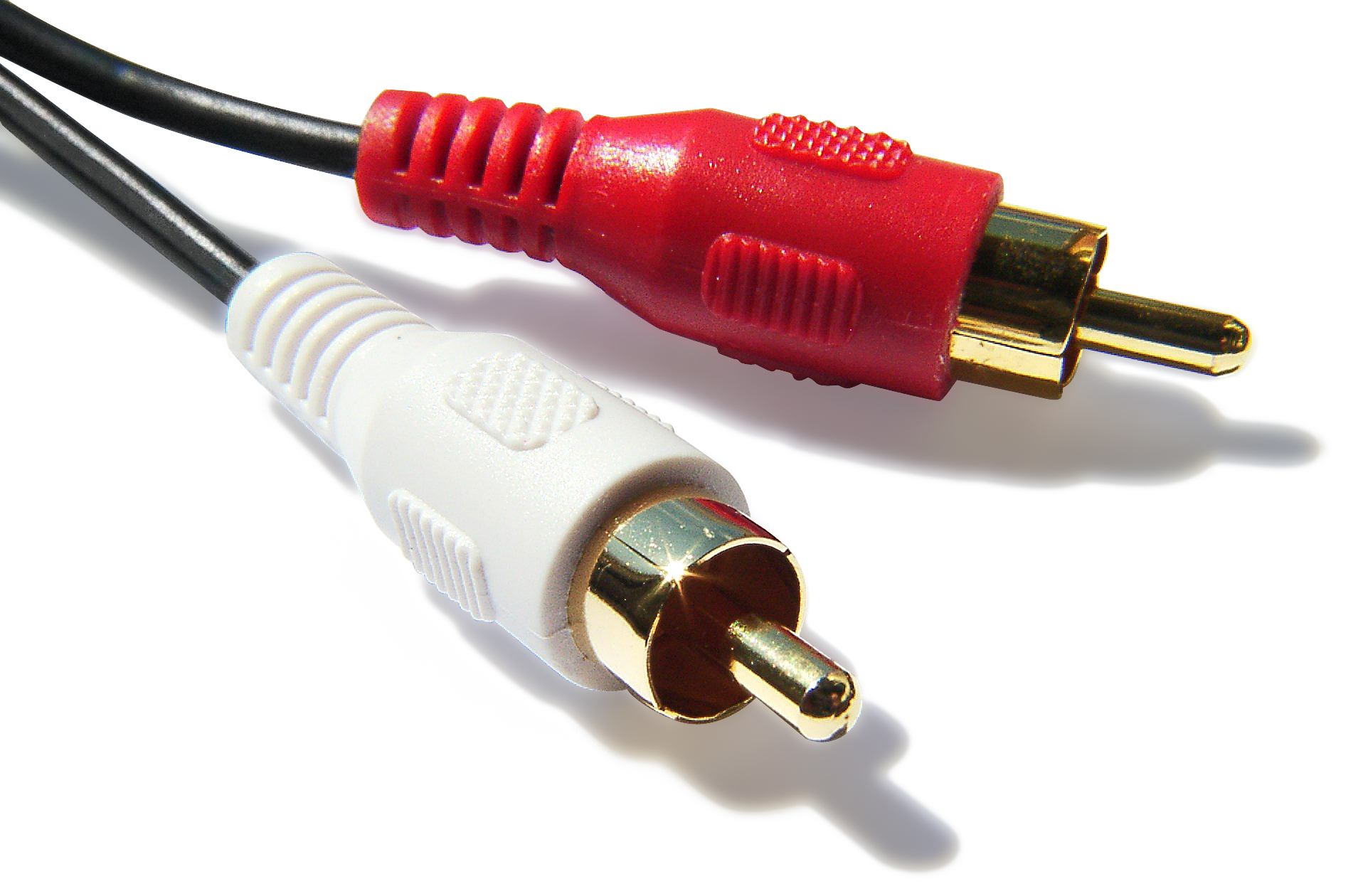
Connectors RCA d'àudio.

Nota: el color negre pot substituir al blanc o al porpra.
| Àudio analògic                   | Canal Esquerra/Mono        | Blanc        |  |
| Àudio analògic                   | Canal Dret                 | Vermell      |  |
| Àudio analògic                   | Centre                     | Verd         |  |
| Àudio analògic                   | Ambient esquerre           | Blau         |  |
| Àudio analògic                   | Ambient dret               | Gris         |  |
| Àudio analògic                   | Ambient posterior esquerre | Cafè o marró |  |
| Àudio analògic                   | Ambient posterior dret     | Marró clar   |  |
| Àudio analògic                   | Subwoofer                  | Porpra       |  |
| Àudio digital                    | S/PDIF                     | Taronja      |  |
| Vídeo analògic                   | Vídeo Compost              | Groc         |  |
| Vídeo per components (YP b P r ) | I                          | Verd         |  |
| Vídeo per components (YP b P r ) | P b                        | Blau         |  |
| Vídeo per components (YP b P r ) | P r                        | Vermell      |  |
| Vídeo per components (RGB)       | R                          | Vermell      |  |
| Vídeo per components (RGB)       | G                          | Verd         |  |
| Vídeo per components (RGB)       | B                          | Blau         |  |